# Basilepta frontale
Basilepta frontale es un coleóptero de la familia Chrysomelidae.
Fue descrita científicamente por primera vez en 1867 por Baly.